# Alvin og de frække jordegern 3
Alvin og de frække jordegern 3 (original engelsk titel: Alvin and the Chipmunks: Chipwrecked) er en amerikansk real- og animationsfilm fra 2011.

## Medvirkende
| Original stemme/skuespiller | Dansk stemme               | Figur           |
| --------------------------- | -------------------------- | --------------- |
| Justin Long                 | Jens Andersen              | Alvin           |
| Matthew Gray Gubler         | Jens Jacob Tychsen         | Simon           |
| Jesse McCartney             | Peter Secher Schmidt       | Theodore        |
| Christina Applegate         | Annette Heick              | Brittany        |
| Anna Faris                  | Cecilie Stenspil           | Jeanette        |
| Amy Poehler                 | Louise Engell              | Eleanor         |
| Jason Lee                   | Mads Knarreborg            | David 'Dave'    |
| David Cross                 | Søren Ulrichs              | Ian             |
| Jenny Slate                 | Trine Appel                | Zoe             |
| Andy Buckley                | Chresten Speggers-Simonsen | Kaptajn Corelli |

## Eksterne henvisininger
- Officiel hjemmeside
- Alvin og de frække jordegern 3 på Internet Movie Database (engelsk)
- Alvin og de frække jordegern 3 på Filmdatabasen
- Alvin og de frække jordegern 3 på Scope
- Alvin og de frække jordegern 3 i Svensk Filmdatabas (svensk)
- Alvin og de frække jordegern 3 på AlloCiné (fransk)
- Alvin og de frække jordegern 3 på MovieMeter (nederlandsk)
- Alvin og de frække jordegern 3 på AllMovie (engelsk)
- Alvin og de frække jordegern 3 hos American Film Institute (engelsk)
- Alvin og de frække jordegern 3 hos Behind The Voice Actors (engelsk)
- Alvin og de frække jordegern 3 hos British Film Institute (engelsk)